# ピエール2世 (ラ・マルシュ伯)
ピエール2世・ド・ブルボン（フランス語：Pierre II de Bourbon, 1342年 - 1362年）は、ラ・マルシュ伯（在位：1362年）。フランスの血統親王（Prince du sang）。

## 生涯
ラ・マルシュ伯ジャック1世とジャンヌ・ド・シャティヨンの長男として生まれた。ブリニエの戦いの少し前に父により騎士とされ、父とともにブリニエの戦いに参加した。戦いのさなかに父子とも致命傷を負い、兵士によりリヨンに運ばれた。ピエール2世は父よりわずかの間生き延びただけであった。弟ジャン1世がラ・マルシュ伯位を継承した。